# Johann Vomberg
Johann Vomberg (* 21. Oktober 1801 in Fulda; † 14. Januar 1841) war Mitglied der Kurhessischen Ständeversammlung.

## Leben
Johann Vomberg war in Kassel als Geheimer Oberfinanzrat und Mitglied des Ober-Steuer-Collegiums tätig, als er 1836 ein Mandat für die kurhessische Ständeversammlung erhielt. Diese wurde nach den Unruhen der Jahre 1830/1831 zur Verabschiedung einer neuen Verfassung konstituiert und bestand bis zur Annexion Kurhessens durch Preußen im Jahre 1866. Vomberg war bis 1838 Mitglied der Ständeversammlung und galt als regierungsfreundlich.